# フォー・シーズンズ
フォー・シーズンズ (The Four Seasons) は、アメリカ合衆国の、1960年代中期に世界規模で成功したブルー・アイド・ソウル（つまり白人が演奏した60年代の黒人音楽）ロックポップス・グループ。アメリカでブリティッシュ・インベイジョンの前後最中を通して人気のあったグループはビーチボーイズとフォー・シーズンズのみと評されている。

## 概要
1960年、フランキー・ヴァリがリード・ヴォーカル、元ロイヤル・ティーンズのボブ・ゴーディオがキーボード奏者およびテナー・ヴォーカル、トミー・デヴィートがリード・ギターおよびバリトン・ヴォーカル、ニック・マッシがベース・ギターおよびバス・ヴォーカルを担当していたフォー・ラヴァーズがフォー・シーズンズと名を変えた。1960年より「フランキー・ヴァリ・アンド・フォー・シーズンズ」としても知られている。
1960年、オーディションに落ちたゴーディオとヴァリにより結成された法的な名称はフォー・シーズンズ・パートナーシップである。歌手、プロデューサー、ミュージシャンの入れ替わりは激しかったが、ゴーディオとヴァリは常に残っていた(2人は互いに実質的に全曲目を含む資産の50%を所有)。ゴーディオはライヴ活動から引退したため、現在ツアー公演を行なっているオリジナル・メンバーはヴァリのみである。
1960年から1966年までのメンバーのフォー・シーズンズは1990年にロックの殿堂、1999年にヴォーカル・グループの殿堂に殿堂入りした。世界中で1億枚以上の売り上げを誇り、現在でも最も売り上げの高い音楽グループの1つとされている。
フランキー・ヴァリが「ローリング・ストーンの選ぶ歴史上最も偉大な100人のシンガー」において第80位にランクインしている。

## 来歴

### フォー・シーズンズ以前
1953年、フランキー・ヴァリの商業的初リリースは『My Mother's Eyes 』であった。翌1954年から1956年、ヴァリはトミー・デヴィート(およびリズム・ギターにハンク・メジャースキ、アコーディオンにフランク・カトゥーン、ドラムにビリー・トンプソン)と共にヴァリエーションズを結成し、何度かの改名を経てフォー・ラヴァーズとなった。1956年、初めてのレコード『You're the Apple of My Eye 』を発表し、『ビルボード』誌Hot 100のシングル・チャートで最高第62位となった。翌年までにRCAレコードからさらに5枚のシングルを発表したが、売り上げも伸びず、ラジオでもジュークボックスでも流れなかった。1957年、エピック・レコードから7枚目のレコードを発表したが状況は変わらなかった。
1956年から1960年、フォー・ラヴァーズとしてクラブやラウンジで演奏を続け、フランキー・タイラー、フランキー・ヴァレイ、フランキー・ヴァレイ・アンド・ザ・トラベラーズ、フランキー・ヴェイル・アンド・ザ・ロマンズ、ザ・ヴィレッジ・ヴォイスィーズなど様々に名を変え、様々なレコード会社からレコードを発表した。そのステージ・ネームは18にも及んだ。1958年、プロデューサーのボブ・クルーのもとでスタジオ・ミュージシャンとして活動を始めた(クルーはヴァリのソロ・シングル『I Go Ape 』を書いた)。同年終盤、フォー・ラヴァーズがボルチモアで演奏した際、同じステージにロイヤル・ティーンズも出演していた。ロイヤル・ティーンズは『ショート・ショーツ (Short Shorts) 』の全米ヒットを持っており、これを他者と共同で作曲したのがロイヤル・ティーンズのギタリストで当時15歳だったボブ・ゴーディオであった。
翌年、フォー・ラヴァーズのニック・デヴィートの代わりにゴーディオが加入してキーボードとギターを兼ね、メジャースキの代わりにチャーリー・カレロがベース奏者として加入した。1960年、カレロが脱退してニック・マッシが加入した(カレロはその後アレンジャーとして戻ってきた)。メンバー・チェンジにより強化をはかったが、ニュージャージー州ユニオン郡のボウリング場のラウンジ演奏のオーディションに落ちた。ゴーディオによると、「この状況を脱する方法を考え、ボウリング場の名前から『フォー・シーズンズ』と名付けることにした」。フォー・ラヴァーズとして数年苦境に立たされていたが、これをターニング・ポイントとしてキーボード奏者で作曲家のボブ・ゴーディオとリード・ヴォーカルのフランキー・ヴァリはフォー・シーズンズ・パートナーシップを結成した。

### フォー・シーズンズとして
1961年、フォー・シーズンズとしてゴーン・レコードから初めてのレコード『Bermuda 』/『Spanish Lace 』を発表したが、チャート・インしなかった。プロデューサーのボブ・クルーの所有するレーベルであるトピックスでバックグラウンド・ヴォーカルとして様々なグループと共に活動するようになった。クルーとゴーディオは話し合いを重ね、最終的にゴーディオは自分達のために『シェリー (Sherry )』という名の曲を書いた。レコーディングをし、フォー・シーズンズとクルーはレコード会社に売り込んだ。フランキー・ヴァリはヴィージェイ・レコードの西海岸セールス・マネージャーのランディ・ウッドと会い、ウッドは責任者に『シェリー』のリリースを提案した。これによりクルーは自身のプロダクション会社とヴィージェイは『シェリー』をリリースする契約を結ぶことができた。当時フォー・シーズンズはアーティストとしてクルーのプロダクションと契約していたのである。フォー・シーズンズはヴィージェイ初の白人アーティストとなった。
1962年、『シェリー』を収録したアルバム『Sherry & 11 Others 』を発表した。『シェリー』はフォー・シーズンズにとって初めてチャート入りしただけでなく、第1位を獲得した曲となった。プロデューサー/ソングライターのボブ・クルーの指導のもと、『シェリー』の後も『恋はヤセがまん(Big Girls Don't Cry )』(2曲目の第1位)、『恋のハリキリ・ボーイ (Walk Like a Man )』(3曲目の第1位)、『Candy Girl 』、『Ain't That a Shame 』などいくつかのミリオン・セールスを記録した。ドゥーワップの音楽性を大胆に取り込んだ曲は、ポップチャートばかりでなくR&Bチャートでも大きな成功を収め、ライチャス・ブラザーズとともに、ブルー・アイド・ソウルの草分けともいえる存在でもあった。1962年12月、ユニークな演奏でチャート入りした『サンタが街にやってくる』を収録したクリスマス・アルバム『The 4 Seasons Greetings 』を発表した。
1962年から1964年初頭、レコード売り上げにおいてアメリカではザ・ビーチ・ボーイズだけがライバルであった。ヴィージェイではホリデイ・シングルを除き、『ビルボード』誌のシングル・チャートで3曲連続第1位となった初めてのロック・バンドとなった。

### ヴィージェイからフィリップスへ移籍
フォー・シーズンズの成功にも拘わらず、ヴィージェイ・レコードは経済危機に陥っていた。ヴィージェイはアメリカ国内でビートルズの初期のシングルをリリースしていた。ビートルズの人気が拡大すると1ヶ月に200万枚以上を出荷しなくてはならず手に負えなくなっていた。大量生産への過大な要求に資金繰りが悪化し、1963年8月、トランス=グローバル(EMIによる製品卸会社)は印税未払いでヴィージェイとの契約を解除し、ヴィージェイは経営の継続が困難となった。ヴィージェイは権利を失ったにもかかわらず、ビートルズのあるアルバムを形態を変えて製造し続けた。1年以上にわたる法的交渉の結果、1964年10月15日、キャピトル・レコードはヴィージェイに製造をやめさせることができた。ビートルズとキャピトル・レコードを巻き込んだ、ヴィージェイ・レコード内での騒動の最中、ヴィージェイとフォー・シーズンズの間でも印税未払いの問題が裁判に発展した。1964年1月、何枚かのアルバムで成功をおさめた後、ヴィージェイからの未払いにより当時マーキュリー・レコードの一部であったフィリップス・レコードに移籍した。1965年の調停で、ヴィージェイは在籍中にレコーディングしたものの出版権は保持することとなった。ヴィージェイはこの権利を翌年も行使した。フォー・シーズンズはこのレーベル最後のアルバムとして、ライヴ収録であると偽造したLPを発表する義務を負った。1966年、ヴィージェイは破産を宣言し、ヴィージェイにあったフォー・シーズンズの楽曲の権利はフォー・シーズンズに帰属し、楽曲はフィリップスより再発売することとなった。
1964年、レコード会社移籍、およびブリティッシュ・インヴェイジョンやビートルマニアはフォー・シーズンズの人気に影響を与えなかった。ドゥーワップ・スタイルから脱却し、スケールの大きな曲調と複雑なコーラスが絡み合う、いわゆる日本で言うソフト・ロック的なアプローチを始め、この路線でも、「悲しき朝やけ」、「悲しきラグ・ドール(Rag Doll)」（全米No.1）、「バイ・バイ・ベビー・グッドバイ (Bye, Bye, Baby (Baby, Goodbye))」などをヒットさせる。実際、数年間Hot 100でビートルズが首位を独占していた頃、他に第1位となれたのはフォー・シーズンズだけであった。1964年3月21日、『悲しき朝やけ(Dawn (Go Away)) 』(レコーディングのみアトランティック・レコードのスタジオを使用)は第1位をキープし続けた(ただし2週間後にはビートルズが第1位から第5位までを独占した)。ヴィージェイは片方はビートルズ、もう片方はフォー・シーズンズの『ビートルズvsフォー・シーズンズ: インターナショナル・バトル・オブ・ザ・センチュリー!』という2枚組アルバムを発表した。その後これらを分け、それぞれのレーベルから『イントロデューシング・ザ・ビートルズ』、『Golden Hits of the 4 Seasons』として再発売された。現在この2枚組アルバムはコレクターズ・アイテムとなっている。

### 変名での活動
1965年9月、ニック・マッシがフォー・シーズンズを脱退した。フォー・シーズンズのアレンジャーのチャーリー・カレロ（ファー・ラヴァーズ元メンバー）が一時的に代役として入った。数ヵ月後、ジョー・ロングがマッシの後継として正式に参加した。1975年までジョーはベースおよびバッキング・ヴォーカルとして主力となった。その頃フォー・シーズンズはヴァリ・ボーイズ、ワンダー・フーなど様々な変名で活動し、フランキー・ヴァリはソロとしても活動し始めた。1965年から、1975年の『瞳の面影 (My Eyes Adored You )』までのヴァリのソロ・レコードはフォー・シーズンズと同じ製作チームであった。1950年代以降、フォー・シーズンズとの関連無しでのソロ・シングルは1975年の『Swearin' to God』であった。
1965年から1967年、他に第20位以内に入った曲は『Let's Hang On!』、『くよくよするなよ (Don't Think Twice, It's All Right)』(ワンダー・フー名義)、『君のもとへ帰りたい (Working My Way Back to You )』、『Opus 17 (Don't You Worry 'bout Me) 』、『君はしっかり僕のもの (I've Got You Under My Skin )』、『君の瞳に恋してる (Can't Take My Eyes Off You)』(ヴァリのソロ)、『Beggin' 』、『Tell It to the Rain 』、『C'mon Marianne 』、『I Make a Fool of Myself 』(ヴァリのソロ)である。ヴァリにとって1960年代最後のソロ『To Give (The Reason I Live)』が第29位となった直後、『Will You Love Me Tomorrow 』は最高第24位となり、7年間で最後のトップ40となった。

### 1960年代後期およびモータウンへの移籍
1969年までに人々の興味はハード・エッジ、ソウル・ミュージック、世相に合った歌詞のロックに移行し、フォー・シーズンズの人気は下降していった。これを承知でボブ・ゴーディオはアルバム『The Genuine Imitation Life Gazette 』のためにフォーク・ロック・ソングライターのジェイク・ホームズとパートナーを組み、30代となったメンバーの見地からその年代に起こりうる出来事を課題にしたアルバムの製作を計画した。このアルバムのジャケットはジェスロ・タルの『Thick as a Brick 』より何年も前に新聞の1面を模したものであった。このアルバムは商業的に失敗となった。1970年、「フランキー・ヴァリ&4シーズンズ」としてフィリップスでの最後のシングル『Patch of Blue 』が発表されたがこれも成功しなかった。
フィリップスを離れ、イングランドのワーナー・ブラザース・レコードで1回限りシングルをレコーディングした。リード・トランペッターのジョン・ステファンはこの時のホーン・セクションの編曲をした。この曲は彼らがすでに確立していた新しいリズム・アンド・ブルースの分派を含め、フォー・シーズンズがいかに多才であったかを表現していた。このシングルはアメリカで発売されることはなかった。このシングルのA面は『Sleeping Man 』、B面は『Whatever You Say 』であった。このシングルの後、モータウンと契約したが悲惨な結果となった。1971年、モータウンの子会社モウエスト・レコードから1枚目のアルバム『Chameleon 』を発表したが失敗。1971年、モータウンからヴァリのソロ・シングル『Love Isn't Here 』、フォー・シーズンズの3枚のシングル『Walk On, Don't Look Back 』(1972年、モウエスト)、『How Come 』および『Hickory 』(1973年、モータウン)は全く売れなかった。全英シングルチャートで上位となった『The Night 』はアメリカでは1971年、ヴァリの曲としてプロモーションが行なわれただけでシングルとして発表されることはなかった。
1973年後期から1974年初頭、モータウンでの2枚目のアルバムに向けて8曲レコーディングを行なっていたが、レコード会社は発表を中止した。1974年後期、フォー・シーズンズとレコード会社は離別。フォー・シーズンズ・パートナーシップの取り分として当初ヴァリはフォー・シーズンズがモータウンでレコーディングした全曲の原版の購入を検討したが折り合いがつかず、『瞳の面影(My Eyes Adored You )』を4,000ドル(US)で購入できるよう試みた。ヴァリはプライベート・ストック・レコードの創設者でありオーナーのラリー・ユタにこの曲のテープを送るとユタはフォー・シーズンズの曲を繰り返し聴き、『瞳の面影(My Eyes Adored You )』をヴァリのソロ・シングルとして発表させることにした。1974年後期、フォー・シーズンズとしては未契約のままであったが、ヴァリは新たなレコード会社からソロとしてのキャリアを開始した。

### 復活
1970年代前半、フォー・シーズンズとしてのヒット曲はなかったが、演奏者としての人気は衰えていなかった。1975年、長年在籍したジョー・ロングが脱退した。ドン・チコーネ(元ザ・クリッターズ)、ゲリー・ポルチの2人のリード・シンガーが耳硬化症により徐々に聞こえづらくなっていた(後に手術によりほぼ回復)ヴァリの穴を埋めることとなった。1975年初頭、『瞳の面影 (My Eyes Adored You )』はHot 100のシングル・チャートで上昇していき、ディスコ時代の幕開けにヴァリとゴーディオはフォー・シーズンズとワーナー・ブラザース・レコードの契約にこぎつけた。この頃、ユタは1962年から1970年のヒット曲を集約した2枚組みの『The Four Seasons Story 』のリリースに尽力していた。このアルバムはすぐに100万枚以上を売り上げ、50万枚以上の売り上げに認定されるゴールドディスクに認定された。当時アメリカレコード協会は100万枚以上の売り上げに認定されるプラチナ・レコードをまだ設定していなかったのである。
1975年3月、ヴァリのソロの『瞳の面影 (My Eyes Adored You)』は第1位、11月、フォー・シーズンズの『愛はまぼろし (Who Loves You )』が第3位となり、ヴァリのソロとしての活動も、フォー・シーズンズのグループとしての活動もアメリカでミリオン・セールスを記録していた。イギリスではタムラ・モータウンから発表された『The Night 』は全英シングルチャートで第7位となった。同年2月、イギリスで『瞳の面影 (My Eyes Adored You )』は第10位以内に入った。続いて1975年夏、ボブ・クルーのプロデュースでヴァリの初の全くのソロ『Swearin' to God 』が第6位となり、ディスコ・ブームの波に乗った。この曲は8分のアルバム版、10分の12インチ・シングル版、3分のシングル版の3通りある。
ヴァリ以外が多くの曲のリード･ヴォーカルを務めた初のアルバム『Who Loves You 』がミリオン・セールスを記録した。アルバム収録曲で『Slip Away 』のみチコーネが務め、他の曲はゲリー・ポルチとヴァリが半々であった。タイトル曲『愛はまぼろし(Who Loves You )』はヴァリがリード・ヴォーカルを務めたが、彼の特長であるファルセットでは歌われなかった。1975年10月、イギリスで第10位以内となり、復活を遂げた。『1963年12月 (あのすばらしき夜) (December, 1963 (Oh, What a Night) )』はポルチが大部分のリード・ヴォーカルを務め、チコーネがその一部を歌い、ヴァリはコーラスと間奏のリードのみを務めた。『Silver Star』はポルチが全てのリード・ヴォーカルを務め、ヴァリはレコーディングに参加しなかった。
1976年3月、ボブ・ゴーディオと後に妻となるジュディ・パーカーが共同で作曲した『1963年12月 (あのすばらしき夜)』がフォー・シーズンズ5枚目の第1位となり、イギリスでも第1位となった。この頃ポルチが歌った『Silver Star 』が第38位、『Down the Hall 』(1977年)が第65位、ポルチがリードでヴァリがコーラスの『Spend the Night in Love 』(1980年)が第91位と微妙ではありながらもランクインし続けたが、『1963年12月 (あのすばらしき夜)』が最後のヒット曲となった。(約20年後、『1963年12月(あのすばらしき夜)(December, 1963 (Oh, What a Night) )』のダンス・リミックス・バージョンが発表され『ビルボード』誌のシングル・チャートで上位に入る)

### ディスコ・ブーム後
『愛はまぼろし(Who Loves You )』のヒットでフォー・シーズンズの人気も再燃したが、1977年にワーナー・ブラザースからリリースされたアルバム『Helicon 』でフォー・シーズンズにとってもヴァリにとってもまた風向きが変わった。このアルバムからは『Down the Hall 』しかシングル・カットされず、なんとかHot 100に入るのみであった。イギリスでは『Down The Hall 』、『Rhapsody 』(ドン・チコーネが大部分を歌い、ヴァリがコーラスのハーモニーをリードするのみであった)の双方でヒットした。ヴァリはプライベート・ストック・レコードと離別し、ソロとしての活動が終わった。アルバム『Helicon 』でのリード・ヴォーカルはポルチとチコーネがほとんどを務め、ヴァリはリード・コーラスなどバッキング・ヴォーカルや間奏部分のリード・ヴォーカルを務めたが、2つのアカペラ部でのグループ・ハーモニーではひときわ目立っていた。このアルバムの収録曲ではゴーディオとパーカーの共作『I Believe in You 』の一部で唯一ヴァリがソロでヴォーカルを務めた。
1978年の映画史上最大のヒット・ミュージカルの1つである『グリース』の主題歌でヴァリのシングル『Grease 』が第1位となった一方、フォー・シーズンズのシングルは第40位にも入らなくなっていた。ヴァリもフォー・シーズンズも時々シングルやアルバムを発表していたが、『Grease 』以外は1994年に『1963年12月(あのすばらしき夜)(December, 1963 (Oh, What a Night) )』のダンス・リミックス・バージョンが上位に入ったのみであった。1981年1月、ワーナーは『Frankie Valli & the Four Seasons Reunited Live 』を発表した。ボブ・ゴーディオのプロデュースでヴァリの歌う『Spend The Night in Love 』および『Heaven Must Have Sent You (Here in The Night) 』のスタジオ収録を含む、コンサートのライヴ収録2枚組のアルバムであった。『Heaven Must Have Sent You (Here in The Night) 』はイギリスでシングル・カットされたがチャート入りせず、『Spend The Night in Love 』はアメリカでシングル・カットされHot 100に徐々に入っていったのみであった。
1984年、フォー・シーズンズ・パートナーシップ所有のレーベルであるFBIレコードから、長年待ち望まれていたフォー・シーズンズとザ・ビーチ・ボーイズのコラボレーション『East Meets West 』が発表された。しかしこのレコードの売り上げはそれほど伸びなかった。ディスコ時代のフォー・シーズンズの売り上げは上昇および下降していたが、元シュガーローフのジェリー・コーベッタが参加し6人組となったフォー･シーズンズは出入りの激しいメンバーの中でヴァリだけは常に在籍し続けコンサート・ツアーを行なうバンドとして人気があり続けた。ゴーディオは正式にメンバーではあるが、現在作曲、プロデュース、スタジオでの業務に限定している。1985年8月、MCAレコードはアルバム『Streetfighter 』を発表し、このアルバムから『Streetfighter 』、1957年のモノトーンズの『Book Of Love 』のポスト・ディスコ・バージョン・カヴァーでをシングル・カットした。1992年9月、MCA/カーブからアルバム『Hope + Glory 』を発表した。
2007年後半、ヴァリを含むフォー・シーズンズは北米ツアーを行なった。ツアーに付随し、2007年半ば、これまでのフォー・シーズンズの楽曲を網羅したCD3枚およびDVDがセットになった『...Jersey Beat... The Music Of Frankie Valli & the 4 Seasons 』がリリースされた。このアルバムのタイトルともなった『Jersey Beat 』はフォー・シーズンズを題材にし世界的に成功したブロードウェイ・ミュージカル『ジャージー・ボーイズ』でも使用されている。
2008年、フォー・シーズンズの『Beggin' 』が1組だけでなく2組のミュージシャンにカヴァーされることとなった。ピロスキーはエレクトロ・リミックスを、マドコンはこの曲をベースにラップを発表した。マドコン版はイギリスのチャートで第5位となり、ヨーロッパ中でヒットした。この曲はアディダスの靴のテレビ・コマーシャル『Celebrate Originality 』で使用された。デイビッド・ベッカム、ラッセル・サイモンズ、ケビン・ガーネット、ミッシー・エリオット、ケイティ・ペリー、マーク・ゴンザレスが出演したこのコマーシャルはYouTubeでヒットした。2008年からフランキー・ヴァリはトッド・フォーニア、ブライアン・ブリガム、ブランドン・ブリガム、ランドン・ベアードの新生フォー・シーズンズと共に世界的なコンサート・ツアーを続けている。2014年にフランキー・ヴァリ＆フォー・シーズンズとして初めての日本公演が実現した。2019年には「最後の来日公演」と銘打ったツアーが東京・大阪で行われた。

## ディスコグラフィ

### アルバム
- 1962 -	Sherry & 11 Others
- 1962 -	The 4 Seasons Greetings
- 1963 -	Big Girls Don't Cry and Twelve Others...
- 1963 -	The 4 Seasons Sing Ain't That a Shame and 11 Others
- 1964 -	Born to Wander – Tender and Soulful Ballads
- 1964 -	Dawn (Go Away) and 11 Other Great Songs
- 1964 -	Rag Doll
- 1965 -	The 4 Seasons Entertain You
- 1965 -	The 4 Seasons Sing Big Hits by Burt Bacharach... Hal David... Bob Dylan...
- 1965 -	All New Recorded Live • On Stage with The 4 Seasons
- 1966 -	Working My Way Back to You and More Great New Hits
- 1967 -	New Gold Hits
- 1967 -	The 4 Seasons Present Frankie Valli Solo
- 1968 -	Timeless
- 1969 -	The Genuine Imitation Life Gazette
- 1970 -	Half & Half
- 1972 -	Chameleon
- 1975 -	Who Loves You
- 1977 -	Helicon
- 1985 -	Streetfighter
- 1992 -	Hope + Glory

### 主なシングル
『ビルボード』誌Hot 100のシングル・チャートで30位以内の曲を以下に示す。
フランキー・ヴァリのソロ・シングルは含めない。
| - 1962年: シェリー Sherry、第1位(5週連続) - 1962年: 恋はヤセがまん Big Girls Don't Cry、第1位(5週連続) - 1963年: 恋のハリキリ・ボーイ Walk Like a Man、第1位(3週連続) - 1963年: Ain't That a Shame、第22位 - 1963年: Candy Girl、第3位/Marlena、第36位 - 1964年: 悲しき朝やけ Dawn (Go Away)、第3位 - 1964年: Stay、第16位 - 1964年: ロニー Ronnie、第6位 - 1964年: Alone、第28位 - 1964年: 悲しきラグ・ドール Rag Doll、第1位(2週連続) - 1964年: Save It for Me、第10位 - 1964年: Big Man in Town、第20位 - 1965年: バイ・バイ・ベイビー Bye, Bye, Baby (Baby Goodbye)、第12位 (バイ・バイ・ベイビーはこの時初めて発表された。) - 1965年: ガール・カム・ランニング Girl Come Running、第30位 | - 1965年: Let's Hang On!、第3位 - 1965年: くよくよするなよ Don't Think Twice、第12位 - 1966年: 君のもとへ帰りたい Working My Way Back to You、第9位 - 1966年: Opus 17 (Don't You Worry 'bout Me)、第13位 - 1966年: 君はしっかり僕のもの I've Got You Under My Skin、第9位 - 1966年: Tell It to the Rain、第10位 - 1967年: Beggin'、第16位 - 1967年: C'mon Marianne、第9位 - 1967年: Watch the Flowers Grow、第30位 - 1968年: Will You Love Me Tomorrow、第24位 - 1975年: 愛はまぼろし Who Loves You、第3位 - 1975年: 1963年12月 (あのすばらしき夜) December, 1963 (Oh, What a Night)、第1位(3週連続) - 1994年: 1963年12月 (あのすばらしき夜) December, 1963 (Oh, What a Night)、第14位 (ダンス・リミックス) |

## 『ジャージー・ボーイズ』
『ジャージー･ボーイズ』は2005年11月、ラホヤ・プレイハウスで初演されたデス・マカナフ(『ロックオペラ“トミー”』、『700 Sundays 』)演出による、フォー・シーズンズの経歴を基にしたミュージカル。好評を受けブロードウェイに進出後、トニー賞各部門を受賞した。オリジナル・キャストはフランキー・ヴァリ役にジョン・ロイド・ヤング、ボブ・ゴーディオ役にダニエル・リチャード、トミー・デヴィート役にクリスチャン・ホフ、ニック・マッシ役にJ・ロバート・スペンサーが配役された。フォー・シーズンズの経歴が2幕4場で描かれ、各場違うメンバーがナレーションを担当し、それぞれの視点から語る。脚本家のリック・エリスは脚本を製作する上でヴァリ、ゴーディオ、デヴィートにインタビューしてそれらを総合し、それ以前に亡くなったマッシの視点からも描いた。2006年、トニー賞においてミュージカル作品賞、主演男優賞(フランキー・ヴァリ役のジョン・ロイド・ヤング)、助演男優賞(トミー・デヴィート役のクリスチャン・ホフ)、照明デザイン賞の4部門を受賞した。現在『ジャージー・ボーイズ』はアメリカ国内の他、トロント、ロンドン、オーストラリア、南アフリカ、オランダでも上演されている。
2014年、クリント・イーストウッド監督、フランキー・ヴァリ役にジョン・ロイド・ヤングで映画版が公開された。